# Spilogona fumicosta
Spilogona fumicosta är en tvåvingeart som beskrevs av Malloch 1931. Spilogona fumicosta ingår i släktet Spilogona och familjen husflugor. Inga underarter finns listade i Catalogue of Life.